# Wolfgang Windmann
Wolfgang Windmann (* 16. August 1944) ist ein ehemaliger deutscher Fußballspieler.

## Werdegang

### Spieler
Der Defensive Mittelfeldspieler Wolfgang Windmann begann seine Karriere im Alter von acht Jahren beim Verein SuS Herford und durchlief dort sämtliche Jugendmannschaften. Nach einem halben Jahr in der zweiten Herrenmannschaft wurde Windmann in die erste Mannschaft befördert, die in der seinerzeit viertklassigen Landesliga spielte. Im Jahre 1972 fusionierten SuS Herford mit dem Herforder SC zum SC Herford, der bereits in der folgenden Saison in die Verbandsliga Westfalen aufstieg. Dort wurde Windmann mit seiner Mannschaft zunächst zweimal in Folge Vizemeister der Staffel 1, bevor in der Saison 1975/76 die Meisterschaft errungen wurde. 
Danach setzten sich die Herforder in den Endspielen um die Westfalenmeisterschaft gegen den SV Holzwickede durch, bevor die Mannschaft in der Aufstiegsrunde zur 2. Bundesliga zusammen mit dem SV Arminia Hannover gegen den SC Union 06 Berlin durchsetzte. In der 2. Bundesliga Nord debütierte Windmann am 8. September 1976 beim 2:0-Sieg der Herforder gegen den Wuppertaler SV. Windmann kam in der Saison nur fünfmal zum Einsatz und blieb ohne Torerfolg. Am Saisonende wechselte er zusammen mit seinen Mannschaftskameraden Karl-Ludwig Mayer und Rolf Muchow zum Amateurverein SV Oetinghausen aus Hiddenhausen und spielte in der Bezirksklasse. In der folgenden Saison gelang den Oetinghausenern der Aufstieg in die Landesliga und wirkte dort als Spielertrainer, bevor er im Jahre 1980 seine Karriere beendete.

### Trainer und Funktionär
Nach seinem Karriereende wirkte Wolfgang Windmann als Trainer beim SV Oetinghausen, bei der Spvg Hiddenhausen sowie bei der ersten und zweiten Mannschaft des SC Herford. Bis ins Jahre 2018 war Windmann zweiter Vorsitzender des SV Oetinghausen.

## Leben
Wolfgang Windmann ist verheiratet und lebt in Enger. Er arbeitete als Kfz-Mechaniker.